# Анжак-Шампань
Анжа́к-Шампа́нь (фр. Angeac-Champagne) — коммуна во Франции, находится в регионе Пуату — Шаранта. Департамент — Шаранта. Входит в состав кантона Сегонзак. Округ коммуны — Коньяк.
Код INSEE коммуны — 16012.
Коммуна расположена приблизительно в 420 км к юго-западу от Парижа, в 120 км юго-западнее Пуатье, в 36 км к западу от Ангулема.

## Население
Население коммуны на 2008 год составляло 510 человек.
| 1962 | 1968 | 1975 | 1982 | 1990 | 1999 | 2008 |
| ---- | ---- | ---- | ---- | ---- | ---- | ---- |
| 498  | 489  | 470  | 439  | 473  | 479  | 510  |

## Администрация
| Период | Период | Фамилия         | Партия | Примечания |
| ------ | ------ | --------------- | ------ | ---------- |
| 2001   | 2008   | Бернадет Жюльен |        |            |
| 2008   | 2014   | Жерар Фори      |        | адвокат    |

## Экономика
В 2007 году среди 323 человек в трудоспособном возрасте (15—64 лет) 242 были экономически активными, 81 — неактивными (показатель активности — 74,9 %, в 1999 году было 73,4 %). Из 242 активных работали 225 человек (121 мужчина и 104 женщины), безработных было 17 (6 мужчин и 11 женщин). Среди 81 неактивных 20 человек были учениками или студентами, 36 — пенсионерами, 25 были неактивными по другим причинам.

## Достопримечательности
- Замок Руассак (XVIII век). Исторический памятник с 1989 года[3]
- Приходская церковь Сен-Вивьен (XI век)

## Фотогалерея

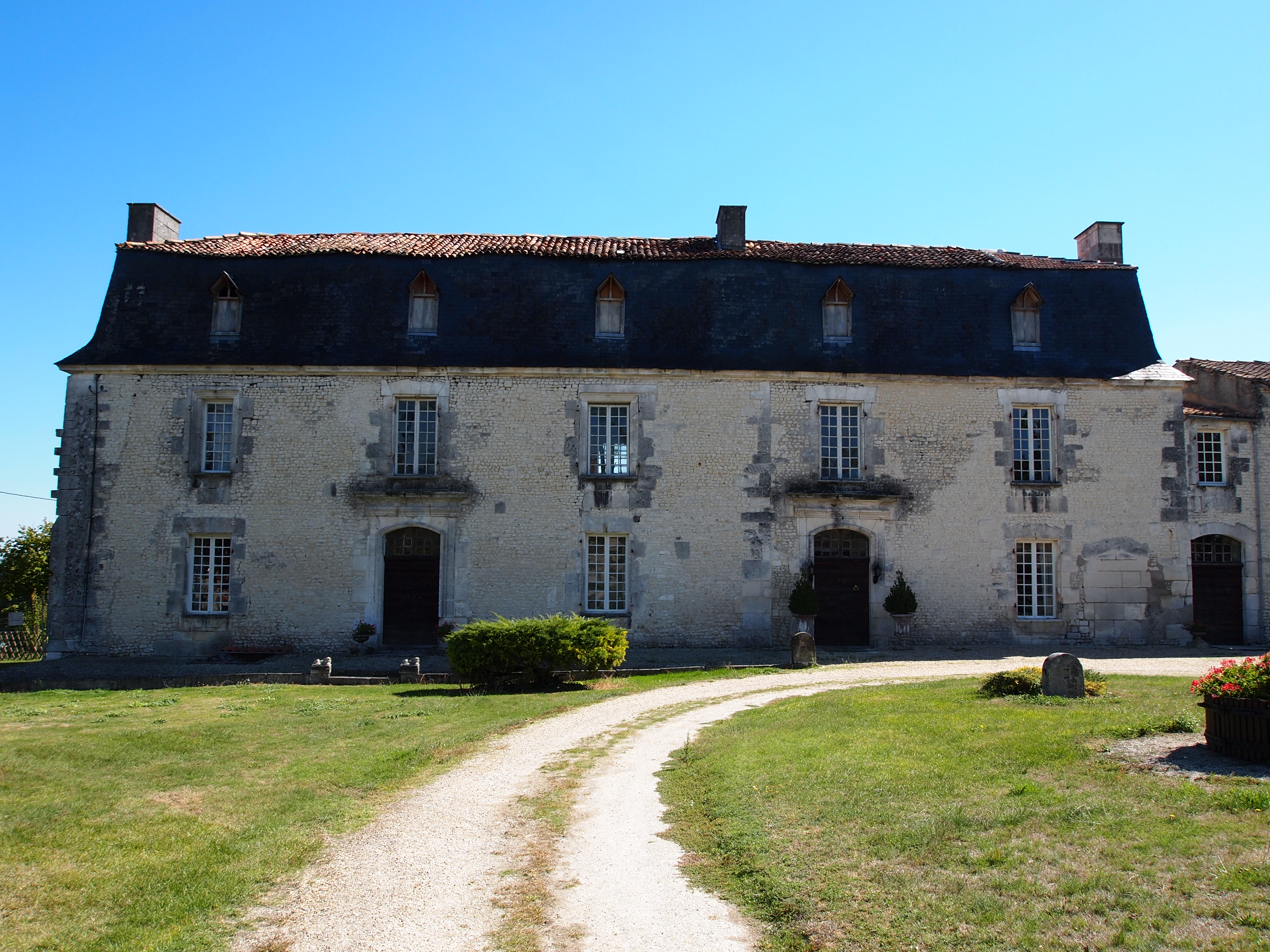
Замок Руассак
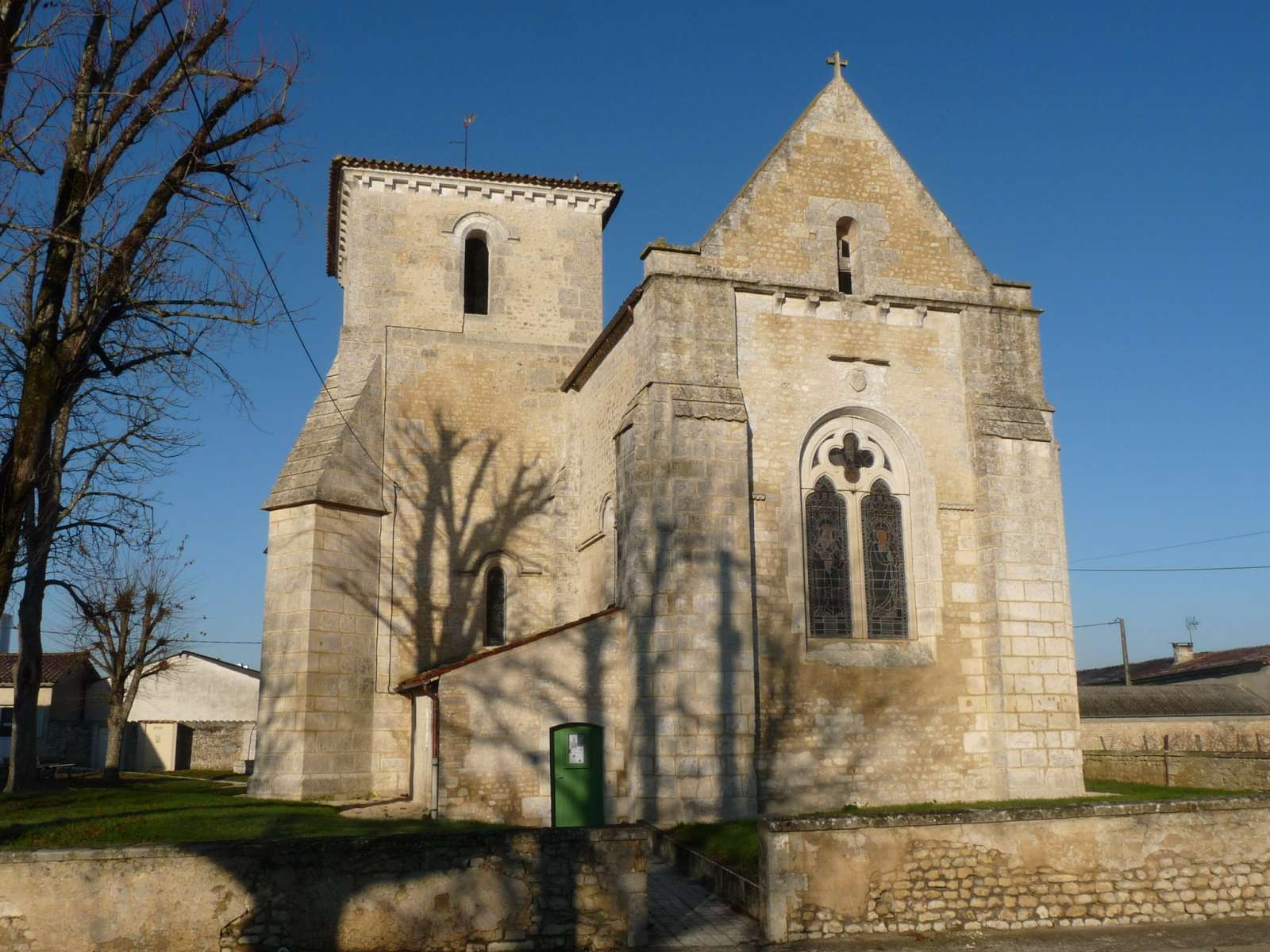
Церковь Сен-Вивьен
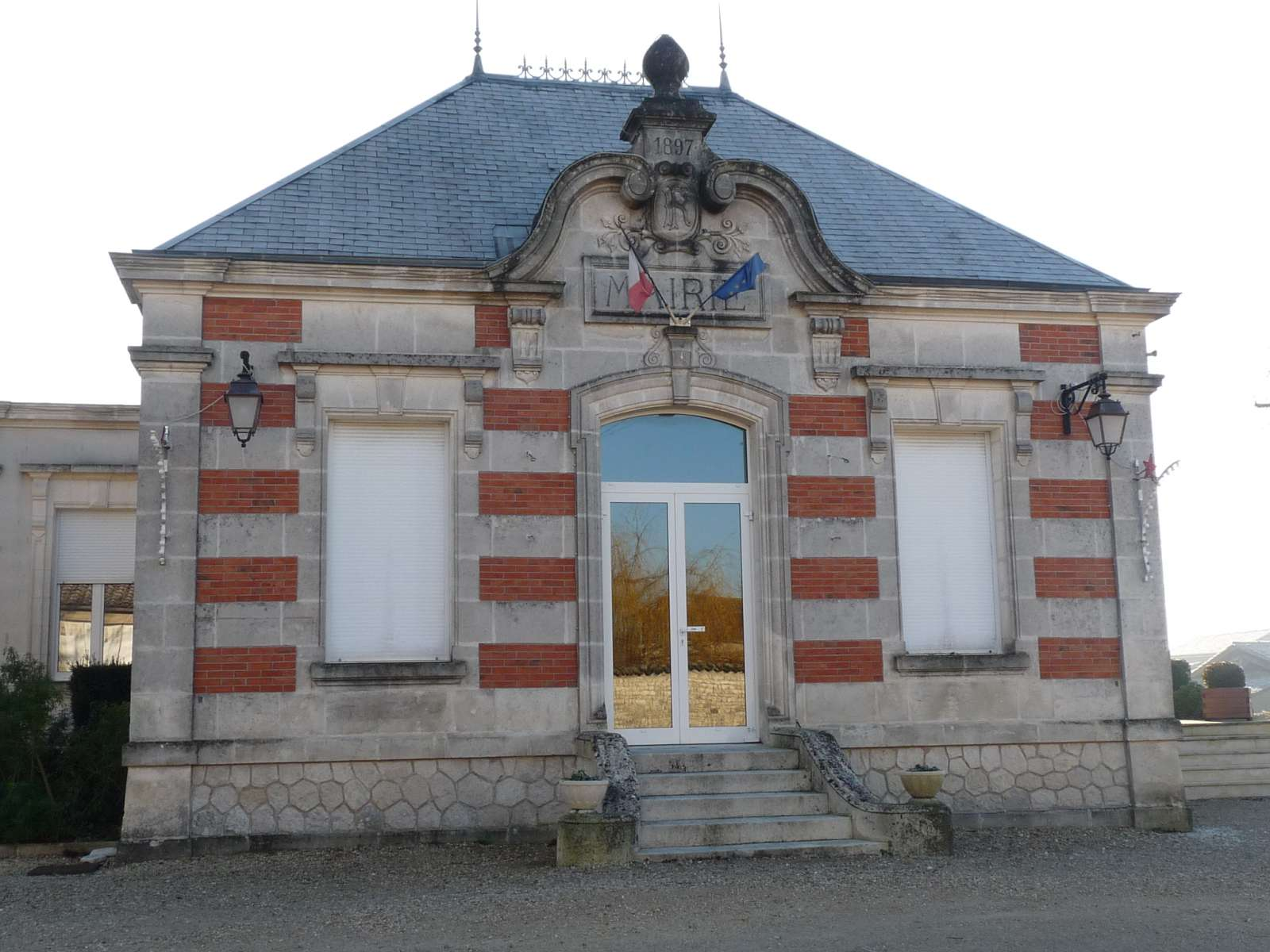
Мэрия
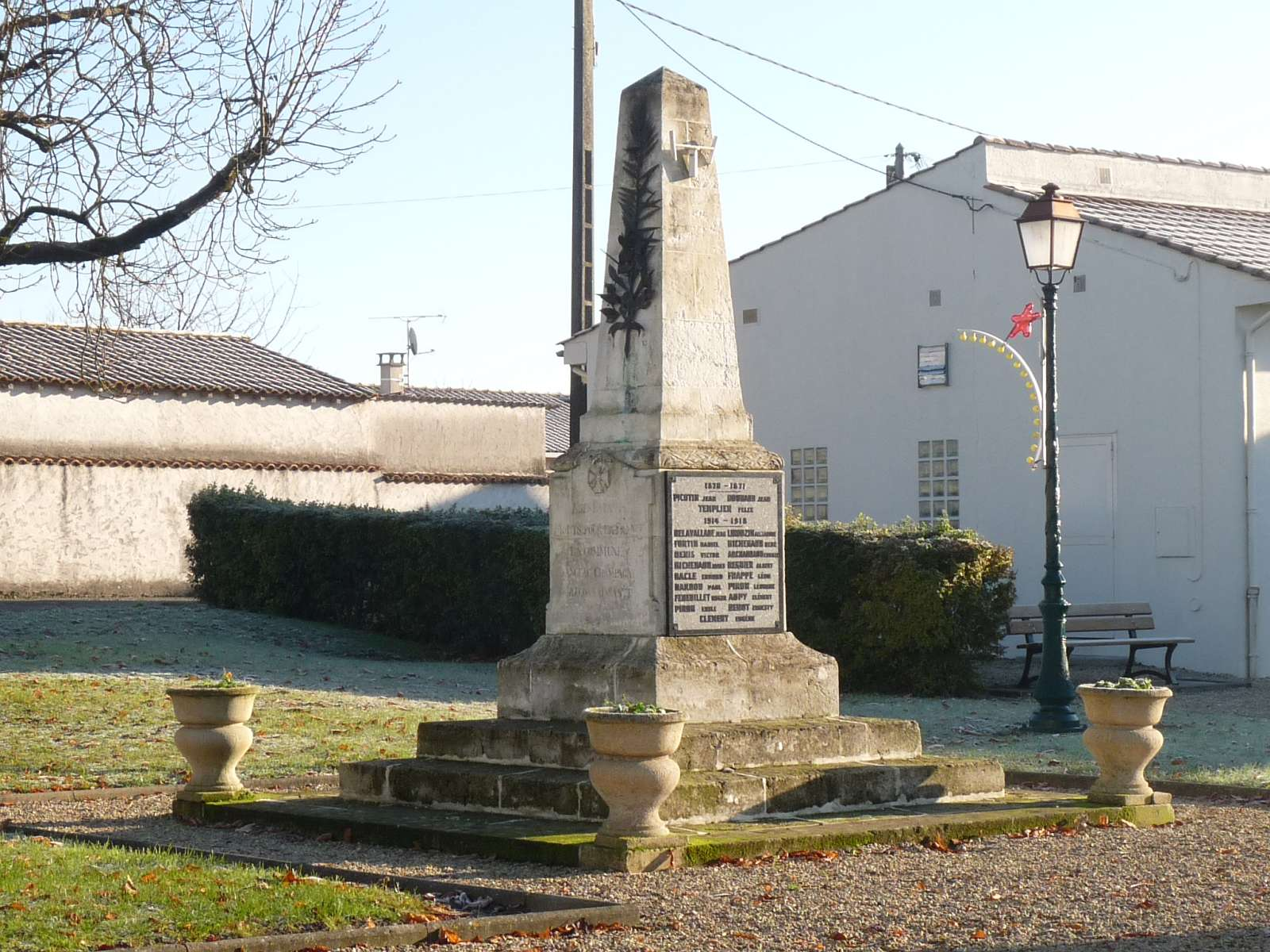
Военный мемориал